# Euplexidia literata
Euplexidia literata är en fjärilsart som beskrevs av Moore 1882. Euplexidia literata ingår i släktet Euplexidia och familjen nattflyn. Inga underarter finns listade i Catalogue of Life.